# Believe (canção de Mumford & Sons)
"'Believe'" é uma canção gravada pela banda britânica Mumford & Sons. Foi escrita pelos membros da banda, Ted Dwane, Winston Marshall e Ben Lovett, sendo produzida por James Ford. A canção serviu como primeiro single do terceiro álbum da banda, intitulado de Wilder Mind, cujo foi lançado em 4 de maio de 2015.
A canção marca o retorno da banda com uma mudança siginificativa da sonoridade, tendo Marcus Mumford (vocalista da banda) já anunciado anteriormente tal mudança e reiterando no lançamento da canção que "é um desenvolvimento, não uma saída" - disse.

## Desenvolvimento
Depois de assistir o casamento de um amigo no Texas, EUA, a banda ficou em em um rancho por uma semana rancho para escrever as canções. Marcus Mumford, compositor habitual da banda em um dia cedo, reuniu-se novamente em Londres, com Dwane, Lovett e Marshall tendo escrito "Believe". A banda, então, construiu a música juntos, o que acabou sendo gravado e produzido por James Ford. A canção dura 3 minutos e 41 segundos. A canção, que tem influências de música rock e foi inspirada por bandas como The National, é considerada uma difusão do som anterior da banda que ficou conhecido por em seus álbuns Sigh No More e Babel.

## Recepção da critica
A canção recebeu aclamação da crítica por parte dos críticos, elogiando a mudança da sonoridade da banda. Leonie Cooper ao NME deu a canção uma avaliação muito positiva, dizendo que "Believe prova que eles sabem exatamente o que estão fazendo. Synths Twinkling anunciar a sua chegada, como Marcus baixinho lida com assuntos de peso do coração, ele canta, como a canção mantém relativamente leve em seus pés mais de sua primeira metade, como chaves lânguidas que calmamente flertam com a ideia de tornar-lo uma seção de cordas, mas depois pensar melhor. E tudo muda na marca de dois minutos, porém, quando Winston Marshall, finalmente livre dos grilhões do banjo, permite ripar um grito da guitarra elétrica perfurando como os foguetes de músicas para o céu, e de agora em diante é uma corrida constante para alturas épicas, sendo esta, facilmente a primeira canção de estádio digna de 2015".
Em uma avaliação positiva, o jornal britânico The Independent comentou sobre a falta de banjo na canção, "sons sintéticos podem, por vezes, criar um nivelamento a um acorde, mas os Mumfords conseguiram usá-los para criar uma sensação de poder e energia que é difícil de resistir, o banjo está morto, longa vida ao elétrico". Carolyn Menyes ao Music Times, comparou a sonoridade da cação a banda mais tradicionais, dizendo "O fluxo de rolamento da pista ajuda a fazer algo a respeito de 'Believe' parecer familiar, mas os teclados soam muito parecido com os recentes esforços Coldplay e a guitarra em influência a U2", porém creditou a mudança de som, reiterando que "É ruim? Realmente, não. É boa? Talvez. Por agora, 'Believe' é apenas notavelmente diferente. Vai ser um interessante 2015 para Mumford and Sons, e é melhor acreditar.